# Tracoma
Tracoma, também chamada de conjuntivite granulomatosa, é uma doença inflamatória ocular contagiosa, crónica e recidivante, causada pela bactéria Chlamydia trachomatis, que afeta pálpebras, conjuntiva e córnea. Esta infecção causa uma ceratoconjuntivite folicular que torna as papilas aumentadas e com aspecto grosseiramente rugoso. Os sintomas iniciais são geralmente leves e inespecíficos, como prurido ocular, hiperemia leve, pouca ou nenhuma secreção ocular muco-purulenta, edema palpebral e sensação de corpo estranho nos olhos. Nos casos menos agressivos ocorre a regressão espontânea dos folículos, mas muitas vezes o quadro evolui para a necrose dessas estruturas, que formam focos cicatriciais difusos na conjuntiva. Com sucessivas recidivas, esses focos se multiplicam, formando cicatrizes mais extensas, que podem ocasionar o tracionamento e inversão da pálpebra superior - distorção conhecida como entrópio. O contato direto dos cílios com o olho (triquíase tracomatosa), causa lesões corneanas por traumatismo direto, progredindo para opacificação da córnea e perda da visão. Neste estágio, normalmente a sintomatologia é acrescida de dor e fotofobia intensa. A forma cicatricial da doença pode requerer tratamento cirúrgico.
As bactérias que causam a doença podem ser transmitidas por contato direto com o indivíduo infectado sempre que as lesões estiverem ativas. O contato indireto é infectante e ocorre através de roupas, toalhas, fronhas e objetos. Alguns insetos, como as moscas domésticas (Musca domestica) e as moscas-dos-olhos (Hippelates sp) podem servir como vetores mecânicos ao pousar sobre secreções oculares e descargas nasais contaminadas. Uma grande parcela das crianças infectadas é assintomática e esse pode ser um dos motivos pelos quais elas sejam transmissoras mais frequentes que os adultos. A falta de saneamento básico, moradias superlotadas, e água não potável e condições sanitárias precárias são fatores que contribuem com a disseminação. 
Os esforços para prevenir a doença incluem a melhoria do acesso à água potável e o uso de antibióticos para a redução do número de infectados. A antibioticoterapia em massa  tem sido preconizada no tratamento de portadores da bactéria C. trachomatis com o intuito de reduzir os casos de tracoma ativo.  A lavagem facial associada à tetraciclina tópica também mostrou-se eficiente no controle de casos de tracoma grave. As recomendações da Organização Mundial da Saúde incluem o tratamento local com pomadas oftálmicas ou colírios e o tratamento sistêmico para casos resistentes ou de tracoma intenso. Atualmente, o antibiótico de escolha é a azitromicina, que pode ser utilizada em dose oral única.
Cerca de 80 milhões de pessoas no mundo apresentam infecção ativa. Em algumas regiões a doença assume caráter endêmico e pode estar presente em até 60-90% das crianças e afetando mais mulheres adultas do que homens, provavelmente devido ao contato materno. O tracoma é causa de deficiência visual em cerca de 2,2 milhões de pessoas, das quais 1,2 milhões são completamente cegas. A doença pertence ao grupo das doenças tropicais negligenciadas e ocorre em 53 países da África, Ásia, América Central e do Sul, onde cerca de 230 milhões de pessoas correm o risco de contraí-la.

## Causa
Tracoma é causada por Chlamydia trachomatis, uma bactéria transmitida por contato com secreções dos olhos, nariz e da garganta de indivíduos afetados ou contato indireto através de objetos (fômites) como toalhas e/ou panos, que tiveram contato com essas secreções. As moscas também podem ser uma via de transmissão se tocarem olhos de animais infectadas e depois de outros animais.

## Sinais e sintomas
A bactéria possui um período de incubação de 5 a 12 dias, depois dos quais o indivíduo apresenta sintomas como: 

- Conjutivite
- Corrimento ocular
- Pálpebras inchadas
- Sensibilidade a luz (fotofobia)
- Inchaço dos nódulos linfáticos junto aos ouvidos

Infecções repetidas não tratadas resultam em triquiase, também chamada de entrópio, quando as pálpebras se voltam para dentro fazendo com que os cílios arranhem a córnea causando dor e cegueira. As crianças são as mais suscetíveis à infecção, devido à sua tendência sujar-se mais e esfregar sujeira nos olhos, mas os sinais e sintomas mais graves costumam ser em idosos.

## Epidemiologia
É muito comum no Brasil e no mundo, com incidência de 0,4% e 8,8% infectados por ano, sendo cerca de 25% assintomáticos e 1% com complicações. Surtos são mais comuns em escolas e pré-escolas. A OMS classifica que menos de 5% de crianças infectadas é normal e mais de 10% é um surto que requer tratamento em massa com dose única de antibiótico.

## Tratamento

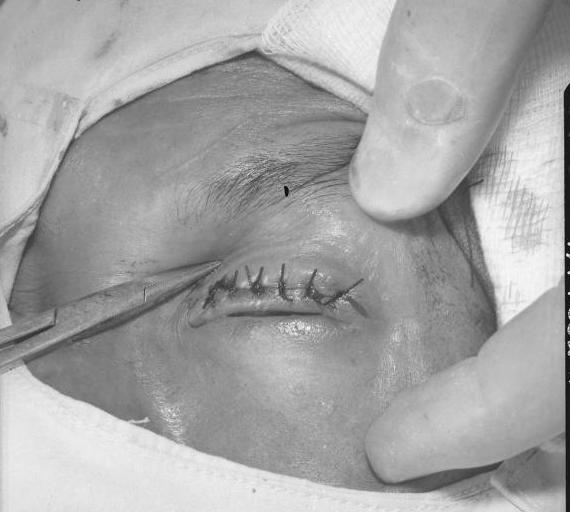
Cirurgia corretiva de triquiase/entrópio

Em locais com alta incidência a OMS recomenda tratamento com antibióticos em massa. Assim, quando mais de 10% das crianças menores de 10 anos tenham conjuntivite bacteriana em um período de menos de um ano, é recomendado o uso de azitromicina, em dose única oral de 20 mg/kg ou de tetraciclina tópica 1%, em pomada aplicada na pálpebra duas vezes por dia durante seis semanas. Azitromicina é o mais usado porque é utilizada como uma dose oral única.
No caso de triquiase/entrópio, é necessário uma cirurgia para cortar e suturar a pálpebra de volta à posição correta.

## Prognóstico
Se não for tratada adequadamente com antibióticos orais, os sintomas poderão escalar e causar cegueira, resultado da ulceração e cicatrização da córnea. A doença pode ser efetivamente tratada com azitromicina, cirurgia, antibióticos e boas condições de higiene.

## História
A doença é uma das mais antigas patologia oculares conhecidas, tendo sido identificada tão cedo quanto 27 d.C. A maioria das pessoas infectadas vive primariamente em países subdesenvolvidos. As áreas consideradas endêmicas são África, Oriente Médio, Índia e Ásia. Alguns dos principais programas de controle são: Iniciativa Internacional do Tracoma, Centro Carter e o Helen Keller International